# Distretto di Elbistan
Il distretto di Elbistan (in turco Elbistan ilçesi) è un distretto della provincia di Kahramanmaraş, in Turchia.

## Amministrazioni
Al distretto appartengono 10 comuni e 68 villaggi.

### Comuni
| - Elbistan (centro) - Akbayır - Bakış - Büyükyapalak - Demircilik | - Doğan - Izgın - İğde - Karaelbistan - Söğütlü |

### Villaggi
| - Ağlıca - Akarca - Akören - Aksakal - Alembey - Alkayaoğlu - Armutalan - Atmalıkaşanlı - Balıkçıl - Beştepe - Beyyurdu - Çatova - Çıtlık - Çiçekköy - Dağdere - Dervişçimli - Eldelek - Elmalı - Evcihüyük - Fakıoğlu - Gökçek - Gücük - Gümüşdöven | - Günaltı - Gündere - Güplüce - Güvercinlik - Hacıhasanlı - Hasanalili - Hasankendi - Horhor - İkizpınarı - İncecik - Kalaycık - Kalealtı - Kangal - Kantarma - Karahasanuşağı - Karahüyük - Karamağara - Kavaktepe - Kayageçit - Keçemağara - Kışlaköy - Körücek - Köseyahya | - Köşkköy - Küçükyapalak - Malap - Ovacık - Özbek - Özcanlı - Sarıyatak - Sevdili - Sünnetköy - Tapkıran - Tapkırankale - Taşburun - Tepebaşı - Topallı - Toprakhisar - Türkören - Uncular - Uzunpınar - Yalakköy - Yalıntaş - Yapılı - Yapılıpınar - Yapraklı - Yoğunsöğüt |